# Norbert Walter-Borjans
Norbert Walter-Borjans también apodado Nowabo (Krefeld, 17 de septiembre de 1952) es un economista y político alemán. Desde el 6 de diciembre de 2019 hasta el 11 de diciembre de 2021 fue copresidente del Partido Socialdemócrata de Alemania junto a Saskia Esken. Fue ministro de finanzas del estado federal de Renania del Norte-Westfalia desde 2010 hasta 2017.

## Trayectoria
Hijo de un carpintero, Walter-Borjans nació en 1952 en la ciudad alemana de Krefeld, estudió economía en la Universidad de Bonn y obtuvo un doctorado.

### Carrera política
Desde 1991 hasta 1998, Walter-Borjans trabajó como portavoz del gobierno estatal de Renania del Norte-Westfalia, dirigido por el Ministro-Presidente Johannes Rau. 
De 2010 a 2017, Walter-Borjans se desempeñó como Ministro de Estado de Finanzas de Renania del Norte-Westfalia, en el gobierno del Ministro-Presidente Hannelore Kraft . En este cargo, fue uno de los representantes del estado en el Bundesrat, que formó parte del Comité de Finanzas. Durante este periodo el gobierno estatal, como accionista principal, el gobierno alemán y Helaba acordaron dividir el activo de WestLB y cubrir las pérdidas durante el proceso de liquidación. Por iniciativa de Walter-Borjans, el gobierno estatal recurrió en varias ocasiones a comprar datos de cuentas suizas a los denunciantes para perseguir a los evasores de impuestos alemanes.

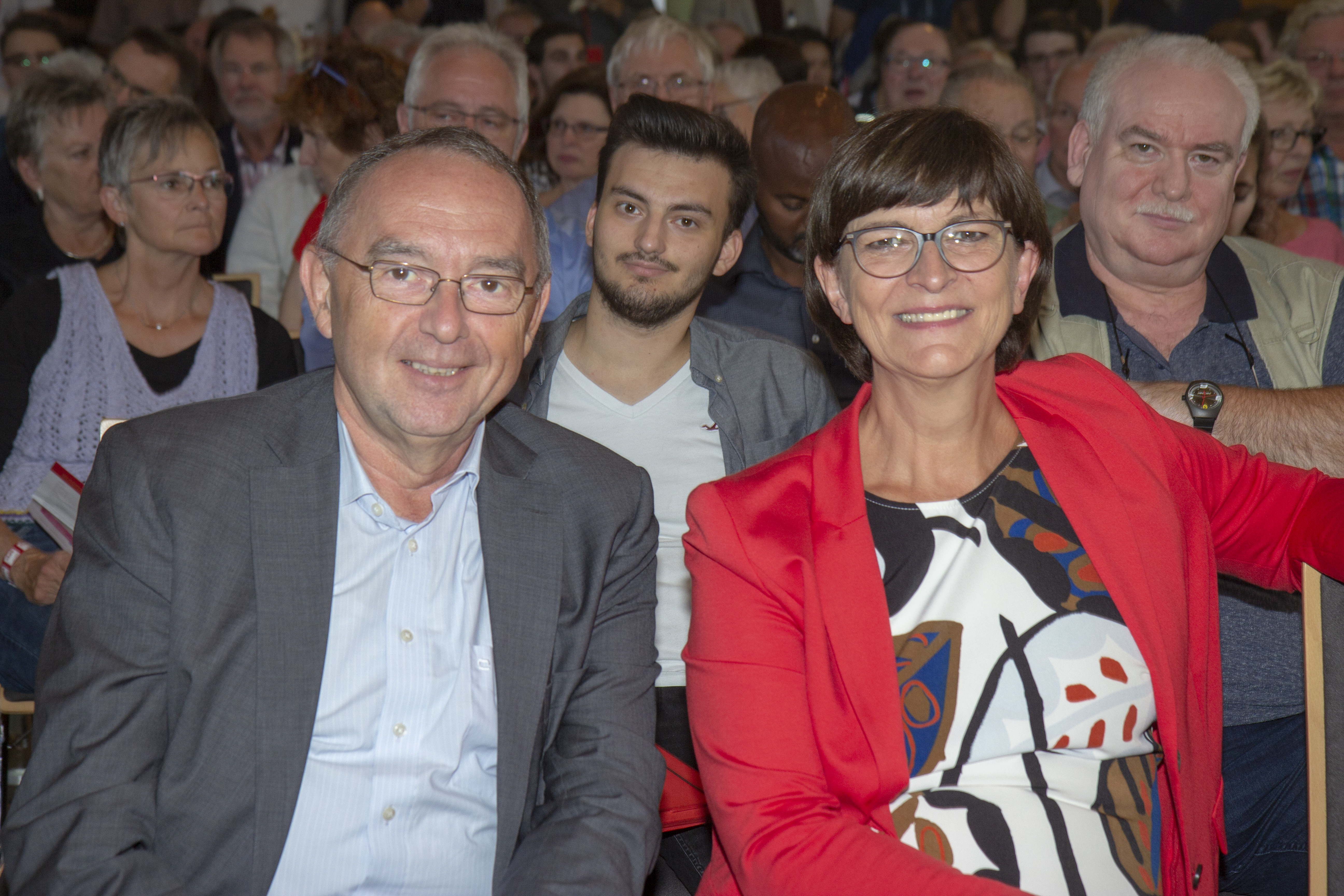
Walter-Borjans con Saskia Esken en 2019

### Presidencia del SPD
Junto con Saskia Esken, Walter-Borjans anunció su candidatura para la elección de liderazgo del Partido Socialdemócrata de Alemania de 2019 ; el tandem fue respaldado por el SPD en Renania del Norte-Westfalia, el capítulo más grande del partido, y su presidente Sebastian Hartmann.
Esken y Walter-Borjans lograron la victoria con el 53 % de los votos apoyados por la izquierda del partido y derrotando al vicecanciller y ministro de Finanzas alemán Olaf Scholz. El 6 de diciembre de 2019 fueron ratificados en el cargo durante el Congreso del SPD. Walter-Borjans recibió el 89,2% de los votos de los delegados y Esken recibió el 75,9%.

## Otras actividades

### Juntas corporativas
- NRW. BANCO, miembro ex officio del Consejo de Supervisión (2012-2017)[11]
- Portigon, miembro ex officio del Consejo de Supervisión (2012-2017)[12]
- RAG AG, miembro ex officio del Consejo de Supervisión (2012-2017)[11]

### Organizaciones sin ánimo de lucro
- Deutschlandradio, miembro del Consejo de Radiodifusión (2012-2017)[13]
- Verkehrsclub Deutschland, miembro fundador